# Tor kolarski Nowe Dynasy

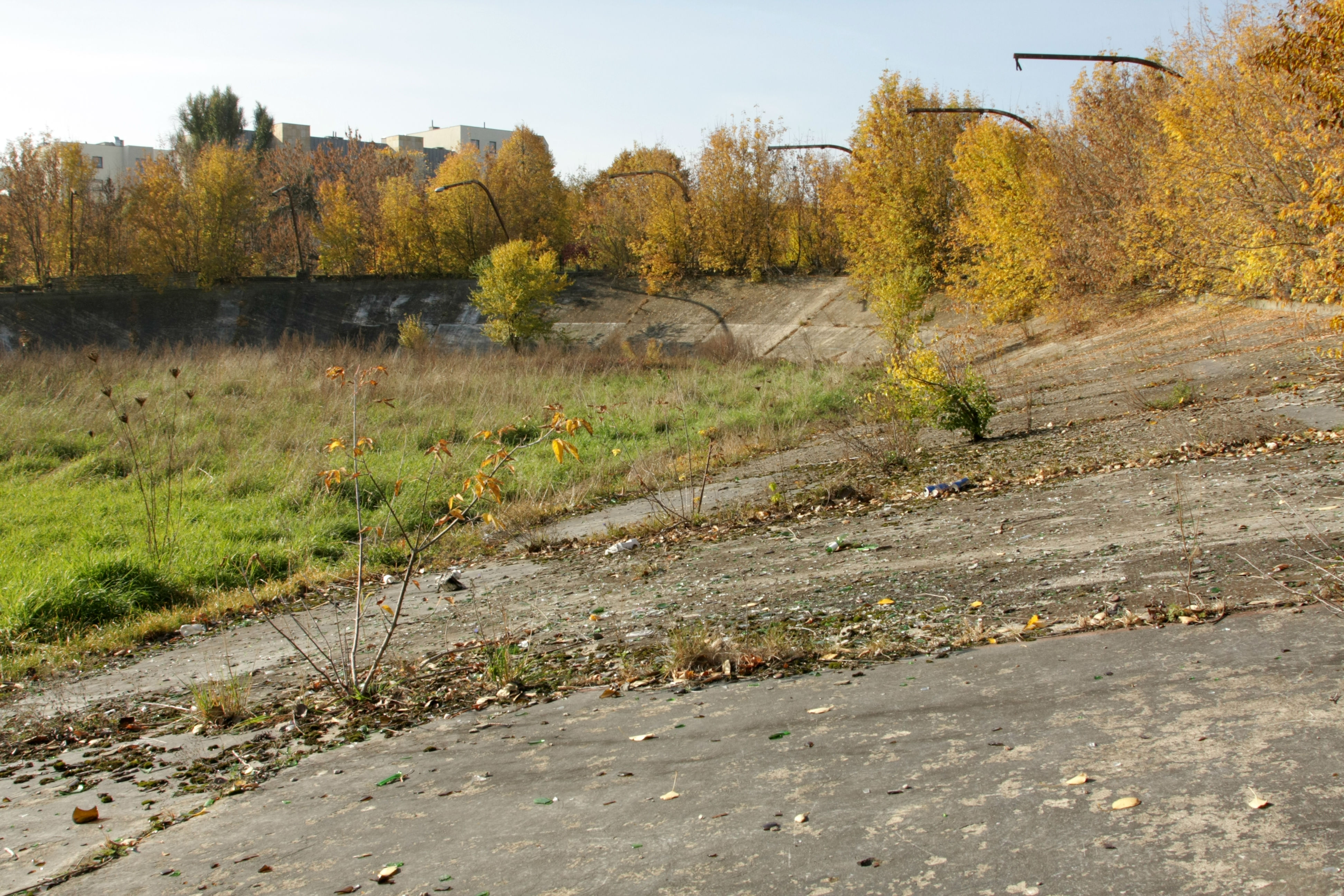
Nieczynny tor w 2013 roku

„Nowe Dynasy“ – nieczynny tor kolarski znajdujący się przy ul. Podskarbińskiej 11 w Warszawie.
Tor zbudowany z inicjatywy społecznej wg projektu Janusza Kalbarczyka, sfinansowany przez Polskie Zakłady Optyczne (PZO), wykonany przez Przedsiębiorstwo Robót Kolejowych i Inżynieryjnych. Oddany do użytku 6 maja 1972 r. jako obiekt Robotniczego Klubu Sportowego „Orzeł” PZO, miał stać się głównym ośrodkiem polskiego kolarstwa torowego. Liczono, że jako najnowszy z ośmiu wówczas w Polsce torów pokryty zostanie dachem. W skład obiektu wchodziły także: modernistyczna hala sportowa zbudowana w 1939 roku wraz z dwiema salami gimnastycznymi oraz hotelik z zapleczem gastronomicznym i ambulatorium w dobudowanym w latach 70. do hali skrzydle.

## Historia
W 1975 roku sekcja kolarska RKS Orzeł była jedną z trzech sekcji kolarskich w stolicy liczącą 10 klasyfikowanych zawodników wraz z Legią Warszawa (19 zawodników) i Warszawskim Towarzystwem Cyklistów (10 zawodników).
W latach 1972–1973, 1977–1978 i 1985 na torze rozegrano Mistrzostwa Polski.
W roku 1974 wykonano ekspertyzę techniczną nawierzchni i podbudowy toru w związku z pojawieniem się licznych złuszczeń, odprysków i spękań betonowych płyt na 20% powierzchni toru. Ekspertyza zatwierdzona w maju 1974 wykazała nieodpowiednią jakość użytego betonu i zbyt słabe zagęszczenie gruntu w podłożu oraz zaleciła wymianę nawierzchni.
II Mistrzostwa Europy Juniorów 3-6 lipca 1974 roku odbyły się na wyremontowanym torze. W 1978 roku według relacji prasowych z mistrzostw Polski tor był ponownie „mocno zdewastowany”. Przez kolejne lata do roku 1985 tor gościł towarzyskie zawody o Puchar Prasy. Po roku 1985 tor uznano za obiekt nienadający się na imprezy a zawody o Puchar Prasy przeniesiono do Łodzi.

## Przyszłość toru
Teren nieczynnego toru wraz ze stadionem po drugiej stronie ulicy Podskarbińskiej przez lata był przedmiotem sporu sądowego, w wyniku którego w 2018 roku wrócił do m.st. Warszawy.  Urząd Dzielnicy Praga-Południe m.st. Warszawy jednoznacznie deklaruje przeznaczyć go na cele rekreacyjno–sportowe dla nowo powstałych osiedli mieszkaniowych, których mieszkańcy pozbawieni są dostępu do terenów zielonych.
W 2022 roku odbyły się na temat przyszłości terenu po KS Orzeł konsultacje społeczne zorganizowane przez Urząd Dzielnicy Praga-Południe, w czasie których mieszkańcy jednoznacznie opowiedzieli się za otwartym i zielonym terenem sportowo rekreacyjnym, wskazując liczne funkcje, które teren mógłby spełniać.
Równocześnie mieszkańcy Pragi-Południe zebrali ponad tysiąc podpisów pod petycją do Stołecznego Konserwatora Zabytków o usunięcie toru z gminnej ewidencji zabytków, aby umożliwić zagospodarowanie terenu pod możliwie jak największy wachlarz aktywności.
Od początku października 2022 r. w biurze Mazowieckiego Wojewódzkiego Konserwatora Zabytków trwa postępowanie o wpis toru do rejestru zabytków, wszczęte z urzędu, od którego wyniku zależeć będzie możliwość jego zagospodarowania.